# Calhetas
Calhetas es una freguesia portuguesa perteneciente al municipio de Ribeira Grande, situado en la Isla de São Miguel, Región Autónoma de Azores. Posee un área de 4,70 km² y una población total de 780 habitantes (2001). La densidad poblacional asciende a 166,0 hab/km².
- Datos: Q1018814
- Multimedia: Calhetas (Ribeira Grande) / Q1018814

1. ↑  Worldpostalcodes.org,código postal n.º 9600-013.